# Mark Cerny
Mark Evan Cerny (24 augustus 1964) is een Amerikaanse computerspelontwikkelaar en systeemarchitect.

## Carrière
Cerny groeide op in de omgeving van San Francisco, waar hij al op jonge leeftijd was gefascineerd van programmeren en arcadespellen. Tijdens zijn studie aan de Universiteit van Californië - Berkeley werd hij op 17-jarige leeftijd gevraagd om te komen werken bij Atari. Hij brak zijn studie af en besloot de baan aan te nemen. Zijn eerste commerciële spel was Marble Madness, waar hij de rol van ontwerper en programmeur had. 

### Sega en 3DO
Eind jaren 80 ging Cerny werken bij Sega. Hij richtte in 1991 het Sega Technical Institute op, een bedrijfsdivisie onder leiding van Roger Hector, Yuji Naka en Cerny. Een van de spellen die men in die tijd ontwikkelde was Sonic the Hedgehog 2 voor de Mega Drive.
Cerny vertrok in 1992 bij STI en ging werken bij Crystal Dynamics aan enkele speltitels voor de 3DO, een lijn van spelcomputers. Crystal Dynamics werd door toedoen van Cerny het eerste Amerikaanse spelbedrijf dat een ontwikkelkit van Sony ontving voor de oorspronkelijke PlayStation.

### Universal Interactive
Van 1994 tot 1998 was Cerny werkzaam voor Universal Interactive Studios, voor het opzetten van een nieuwe afdeling voor computerspellen. Cerny was naar eigen zeggen verbaasd over de grote vrijheid die hem werd gegeven. Hij huurde spelbedrijven Naughty Dog en Insomniac Games in, om spellen voor de PlayStation te ontwikkelen. Enkele spellen waar Cerny aan meewerkte waren Crash Bandicoot, die Sony publiceerde in 1996, en het spel Spyro the Dragon uit 1998.
Cerny richtte in 1998 zijn eigen bedrijf op, Cerny Games. Naar eigen zeggen gaf zijn rol als consultant hem de vrijheid om samen te werken met elke partij en ontwikkelaar, iets wat als vaste medewerker niet mogelijk was.

### PlayStation
Tijdens de ontwikkeling van de PlayStation 2 werd Cerny gevraagd om een nieuwe graphics engine te ontwikkelen voor de spelconsole. Na het voltooien van de engine hielp hij Naughty Dog en Insomniac met de implementatie voor hun spellen. Tijdens deze periode ontwikkelde hij ook de Cerny-methode, een aanpak voor wat betreft het verkorten van de tijd die men spendeert aan computerspelontwikkeling. Deze aanpak werd breed aangenomen als norm binnen de computerspelindustrie.
Nadat Cerny zijn plannen voor een nieuwe systeemarchitectuur had ingediend bij Sony Computer Entertainment-baas Shuhei Yoshida, werd hij gevraagd als hoofdarchitect voor de PlayStation 4. Cerny werkte verder als technische hoofdontwerper aan de PlayStation Vita. Hij was ook de systeemarchitect van de PlayStation 5.

## Cerny-methode
Cerny ontwikkelde de Cerny-methode in 2002, tijdens zijn samenwerking met spelstudio's. Hij zag dat er compleet verschillende benaderingen waren in de pre-productie van een computerspel. Tijdens deze pre-productie was het onmogelijk een tijdschema te koppelen aan het creatieve proces. Zijn methode beschrijft tijdens deze pre-productie complete vrijheid, om daarna een eerste speelbare versie te produceren. Deze speelbare versie wordt onderzocht op levensvatbaarheid, die voldoende interessant moet zijn om door te kunnen gaan in het ontwikkelproces. Wanneer dit ontwikkelproces eenmaal is gestart, is het volgens zijn methode aanbevolen om tijdschema's te koppelen, om het project volgens schema geleverd te krijgen.

## Spellen
Een selectie van spellen waar Cerny geheel of gedeeltelijk aan heeft gewerkt.
- Major Havoc (1983)
- Marble Madness (1984)
- California Games (1989)
- Kid Chameleon (1991)
- Sonic the Hedgehog 2 (1992)
- Crash Bandicoot (1996)
- Spyro the Dragon (1998)
- Ratchet & Clank (2002)
- Jak II (2003)
- Resistance: Fall of Man (2006)
- Resistance 2 (2008)
- Knack (2013)
- The Last Guardian (2016)
- Knack II (2017)
- Spider-Man (2018)
- Death Stranding (2019)
- Spider-Man: Miles Morales (2020)
- Ratchet & Clank: Rift Apart (2021)

## Prijzen en onderscheidingen
- IGDA Lifetime achievement-prijs (2004)
- AIAS Hall of Fame-prijs (2010)